# Music of the Spheres (Mike Oldfield)
Music of the Spheres è un album in studio di Mike Oldfield pubblicato nel 2007 da Universal Music in formato CD. È il ventisettesimo album del musicista britannico.

## Il disco
Tutte le tracce sono composte da lui e sono suonate dalla Sinfonia Sfera Orchestra, diretta da Karl Jenkins, con la partecipazione di Lang Lang al pianoforte nei brani Harbinger, Animus, Silhouette, The Tempest, Harbinger Reprise e Prophecy e di Hayley Westenra come voce principale in On My Heart e On My Heart Reprise.
Il tema dell'album è la musica delle sfere, e lo stesso compositore ha dichiarato che l'opera vuole essere una sua interpretazione di questa teoria:

## Tracce
1. Harbinger – 4:08
2. Animus – 3:09
3. Silhouette – 3:19
4. Shabda – 3:56
5. The Tempest – 5:48
6. Harbinger Reprise – 1:30
7. On My Heart – 2:26
8. Aurora – 3:42
9. Prophecy – 2:54
10. On My Heart Reprise – 1:16
11. Harmonia Mundi – 3:46
12. The Other Side – 1:28
13. Empyrean – 1:37
14. Musica Universalis – 6:22